# Stippelspecht
De stippelspecht (Campethera punctuligera) is een vogel uit het geslacht Campethera van de familie spechten (Picidae). De specht komt voor in Sub-Saharisch Afrika.

## Kenmerken
De stippelspecht is 22 cm lang, een middelgrote specht. De vogel is olijfkleurig groen, van boven donker en van onder licht. Op de vleugels heeft hij fijne, geelkleurige stippels. Op de buik zijn groene stippels op een licht geelgroene ondergrond. Het vrouwtje heeft op de achterkant van de kruin een karmijn rode vlek en ze is op het voorhoofd donker. De kop is verder bleekwit met een lichtgroene wangstreek en baardstreep. Bij het mannetje is de hele kruin karmijnrood, daaronder een witte oogstreep, groene wang en dan weer een rode baardstreep. Opvallend is verder dat beide geslachten een horizontaal gebandeerde stuit en staart hebben, waarbij de bandering van de stuit een fijner patroon heeft dan die van de staart.

## Verspreiding en leefgebied
Er zijn twee ondersoorten:
- C. p. punctuligera (Zuidwest-Mauritanië, Senegal en Gambia tot Kameroen, Noord-Congo-Kinshasa en Zuidwest-Soedan)
- C. p. balia (Zuid-Soedan en Noordoost-Congo-Kinshasa)

Het leefgebied is half open, verspreid staand bos met een voorkeur voor oliepalmplantages. De specht wordt ook gezien in aangrenzend open landschap met termietenheuvels. Soms verblijft de vogel ook wel in dichter bos. Jonge vliegvlugge vogels blijven een poos bij hun ouders en vormen luidruchtige familiegroepjes.

## Status
De stippelspecht heeft een groot verspreidingsgebied en daardoor is de kans op de status kwetsbaar (voor uitsterven) uiterst gering. De grootte van de populatie is niet gekwantificeerd. Het is een algemeen voorkomende specht, daarom staat deze specht als niet bedreigd op de Rode Lijst van de IUCN.